# Cinnamomum loheri
Cinnamomum loheri är en lagerväxtart som beskrevs av Elmer Drew Merrill. Cinnamomum loheri ingår i släktet Cinnamomum och familjen lagerväxter. Inga underarter finns listade i Catalogue of Life.